# Peter Stöger (Künstler)

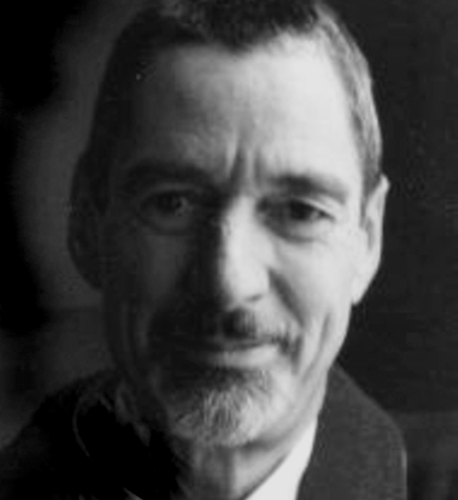
Peter Stöger, 1997

Peter Stöger (* 24. Oktober 1939 in Linz; † 25. April 1997 in Wien) war ein österreichischer Künstler und Literat.

## Leben
Kurz nach dem Ausbruch des Zweiten Weltkriegs geboren, entging er als Kind dem Hunger der Nachkriegszeit, weil sich ein Platz bei der Schweizer Grenzlandhilfe fand. Danach – wieder daheim – besuchte er das Humanistische Gymnasium und ab 1955 die Kunstschule der Stadt Linz (heute: Kunstuniversität), wo er 1958 die Meisterklasse für Graphik unter Alfons Ortner abschloss.
Aus dieser Zeit stammte auch die dauerhafte Freundschaft mit Klaus Pinter (einem der späteren Gründungsmitglieder der Haus-Rucker), mit dem er damals sein Atelier teilte. Neben erfolgreichen Ausstellungen seiner Werke in Galerien in Linz und Venedig war er zunächst als Bühnenbildner tätig; unter anderem am Linzer Landestheater, in Bayreuth und – nach seiner Heirat und der Übersiedelung nach Wien – an der Kammeroper und im Volkstheater.
1969 stellt er aus ökonomischen Zwängen seine künstlerische Tätigkeit (außer sporadischen Arbeiten für Kollegen wie Wolfgang Hutter, Anton Lehmden oder Christian Ludwig Attersee) weitgehend ein und verdiente den Lebensunterhalt als Siebdrucker. Erst 1982 begann er – an der Seite seiner zweiten Lebensgefährtin – wieder an neuen Projekten zu arbeiten. Es folgten diverse Ausstellungen in Österreich und den USA. Sein entworfenes Opus magnum, ein mehrbändiges Text/Bild-Konvolut, konnte er nicht mehr fertigstellen.
Peter Stöger starb in Wien, im Alter von 57 Jahren.

## Künstlerische Entwicklung

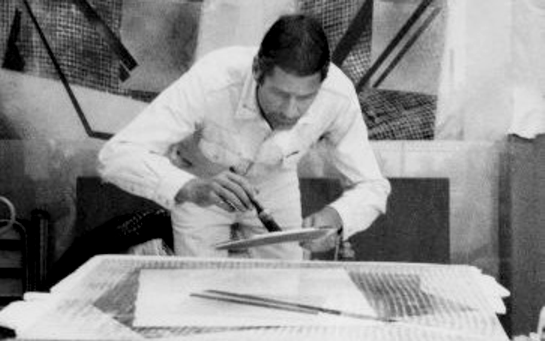
Im Atelier, bei der Arbeit an projekt diaphanion (1989)

Ursprünglich dem Surrealismus nahestehend, fand er bald seine eigene Formensprache. In weiterer Folge überschritt er die Begrenzung des flächigen Bildes in Richtung Dreidimensionalität. Der körperhaften Struktur aufgetragener Farbe wurden sukzessive plastische Teile beigefügt. In Fumages präsentierte er 1968 u. a. aus Styropor geschmolzene, bemalte Objekte; mit Plastikfolie camoufliert, die anlässlich der Vernissage abgebrannt wurde.

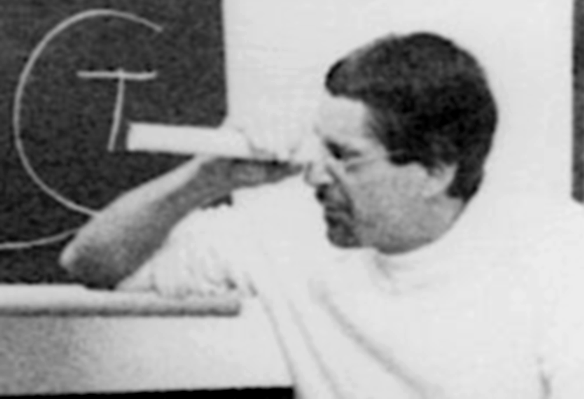
Bei der szenischen Lesung von
Die Wetteraussichten vom Tage (1988)

Seine zweite Schaffensperiode – ab 1982 – implizierte im bildnerischen Werk auch die geplante Rezeption; so etwa im projekt diaphanion (griechisch diaphaneia ‚Durchsichtigkeit‘) den Weg des Besuchers entlang der Anordnung teilbemalter Glasplatten, in Anlehnung an den Peripatos. Im projekt graphikon, einem Leporello, ausgeklappt über sechs Meter lang, realisierte er 1983 erstmals eine bislang neue Synthese von Bild und Text, indem er graphische Darstellungen und literarische Passagen optisch und inhaltlich zu einer Gesamtkomposition montierte.
Seit jeher der Klassischen Antike, der Philosophie und dem geschriebenen Wort verbunden, arbeitete er zugleich an das monokel des polyphem: einem auf vier umfangreiche Bände ausgelegten Werk im Geiste von James Joyce’ Ulysses oder Arno Schmidts Zettel’s Traum, wobei jedoch Graphik und Text gleichberechtigt dem erzählerischen Duktus folgen sollten. Unter dem Titel das monokel des polyphem – notizen erschienen bis 1987 sechs Schriften mit literarischen Vorarbeiten dazu. Der erste Band des geplanten Werkes, peregrinus – eine introduktion, wurde 1998 aus dem Nachlass veröffentlicht.

## Ausstellungen (Auswahl)
- 1968: Fumages, im Forum 67, Linz
- 1984: projekt graphikon, beim 9. Internationalen Wittgenstein-Symposion, Kirchberg am Wechsel
- 1985: projekt graphikon, im Französischen Kulturinstitut / Palais Clam Gallas, Wien
- 1986: projekt graphikon, in der University of Nebraska-Lincoln / Oldfather Hall, USA
- 1988: Interlegium, im Institut für Wissenschaft und Kunst, Wien
- 1989: projekt diaphanion, im Kunsthistorischen Museum / Theseustempel, Wien

## Literarisches Werk
- 1982–1987: das monokel des polyphem – notizen, 6 Bände; 2007 als Gesamtausgabe neu aufgelegt

Postum herausgegeben:
- 1998: peregrinus – eine introduktion
- 2005: Roman Zweier Trio (mit Helga Schicktanz)